# مرکز جهانی بهائی

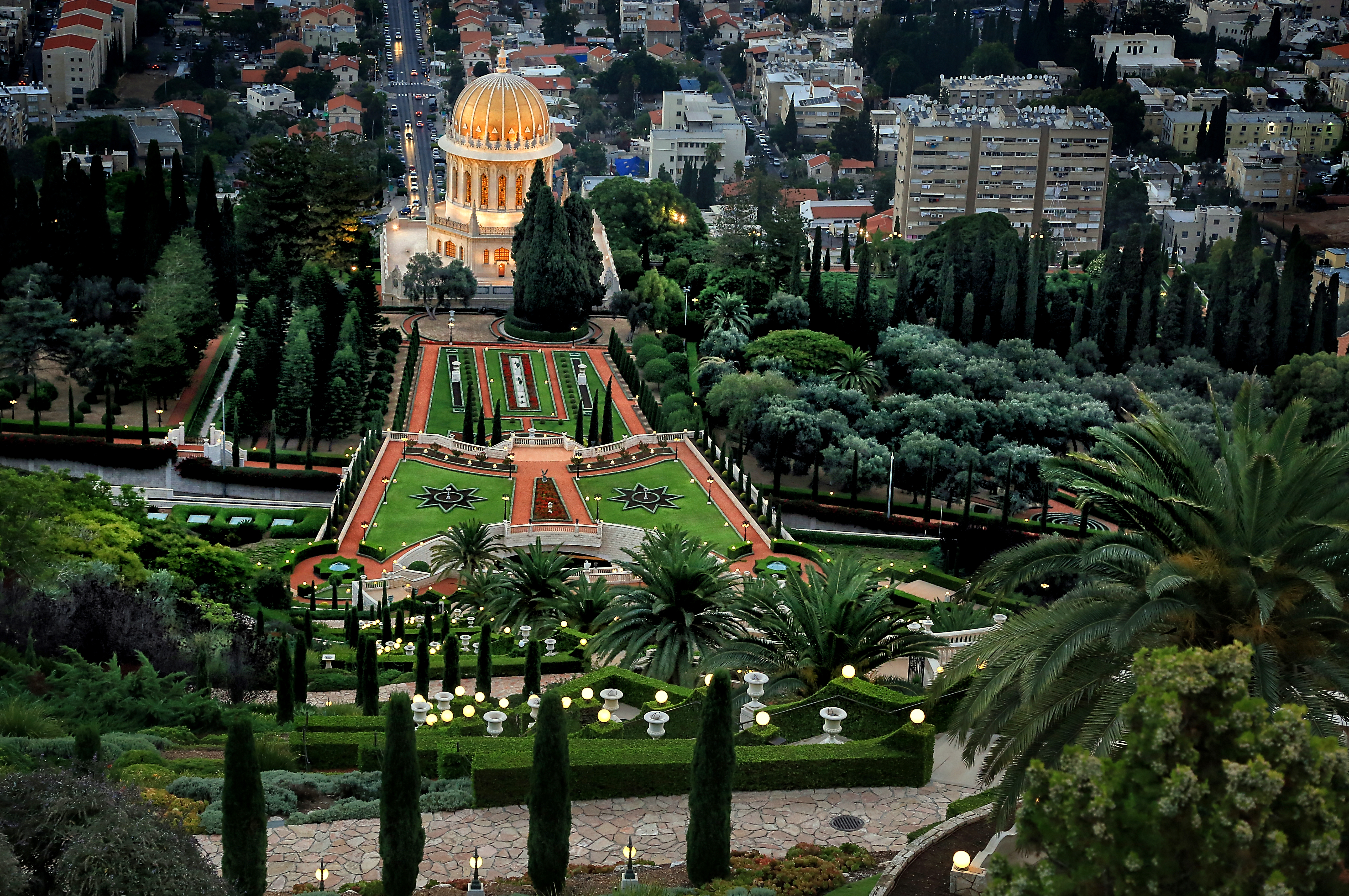
نمای روبه‌روی آرامگاه باب از زاویهٔ باغ‌های بهائی حیفا

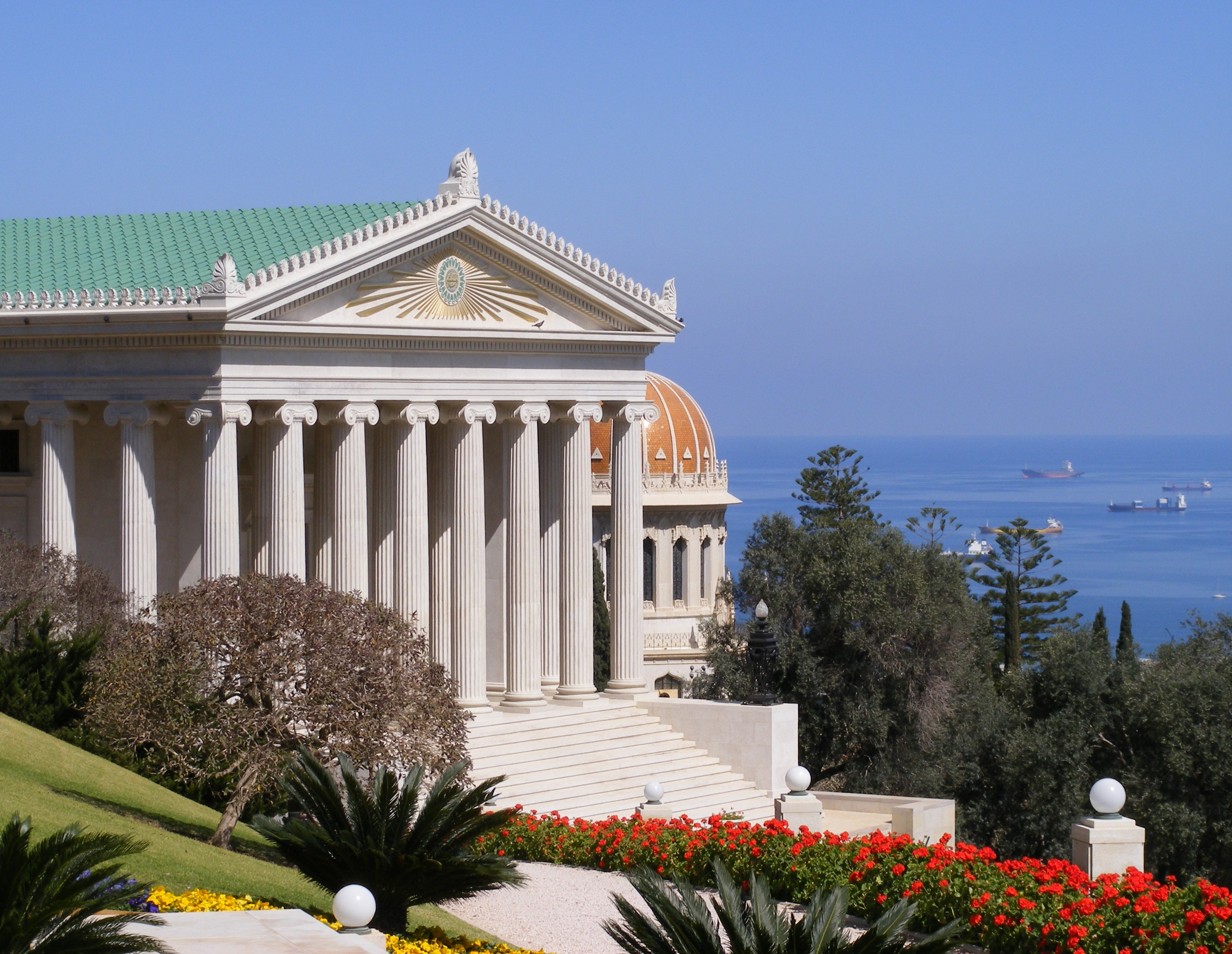
نمایی از دارالآثار بین‌المللی و مقام اعلی در مرکز جهانی بهائی.

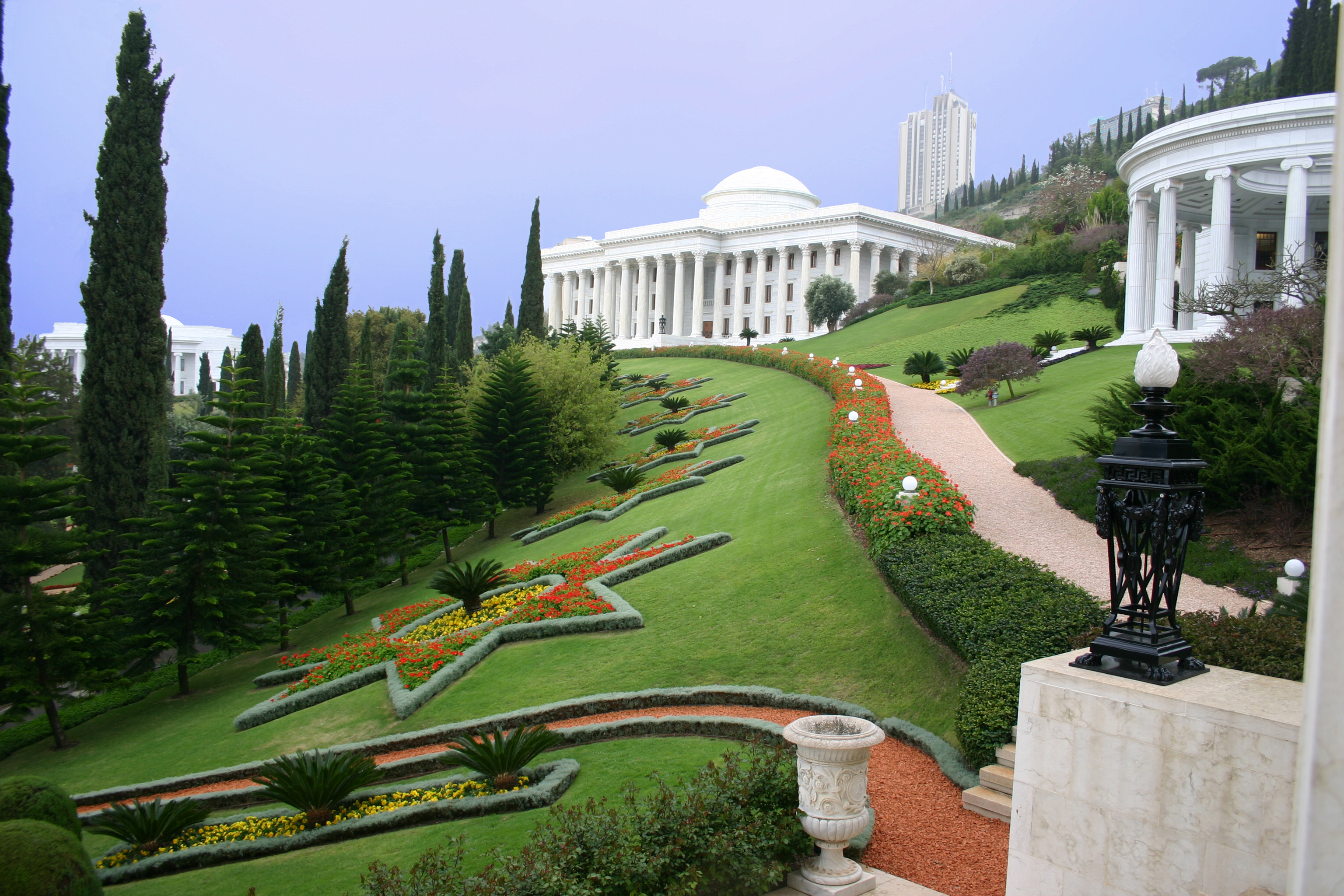
از زاویه ساختمان آرشیوهای بین‌المللی

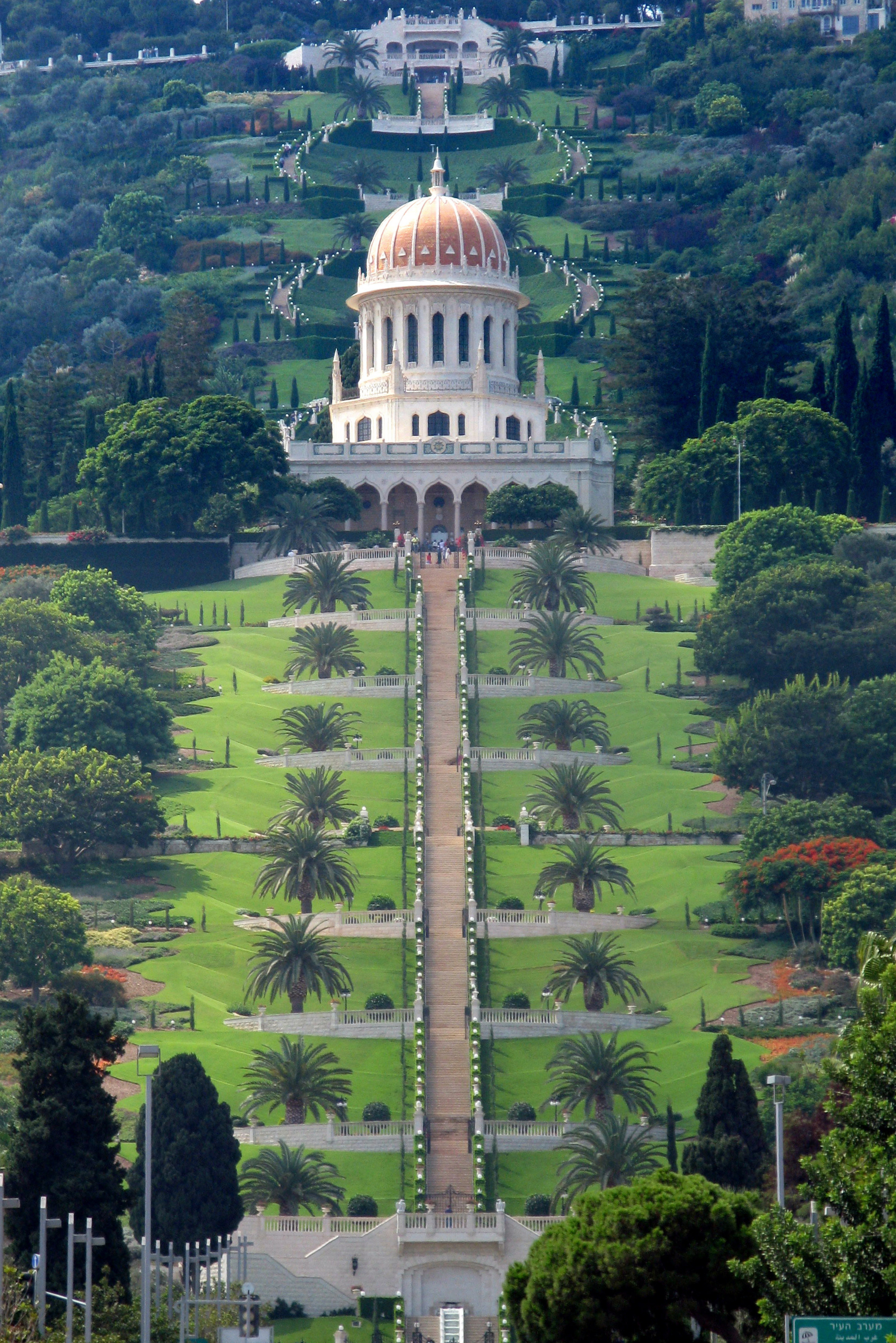
آرامگاه باب و باغ‌های بهائی پایینی در مرکز جهانی بهائی

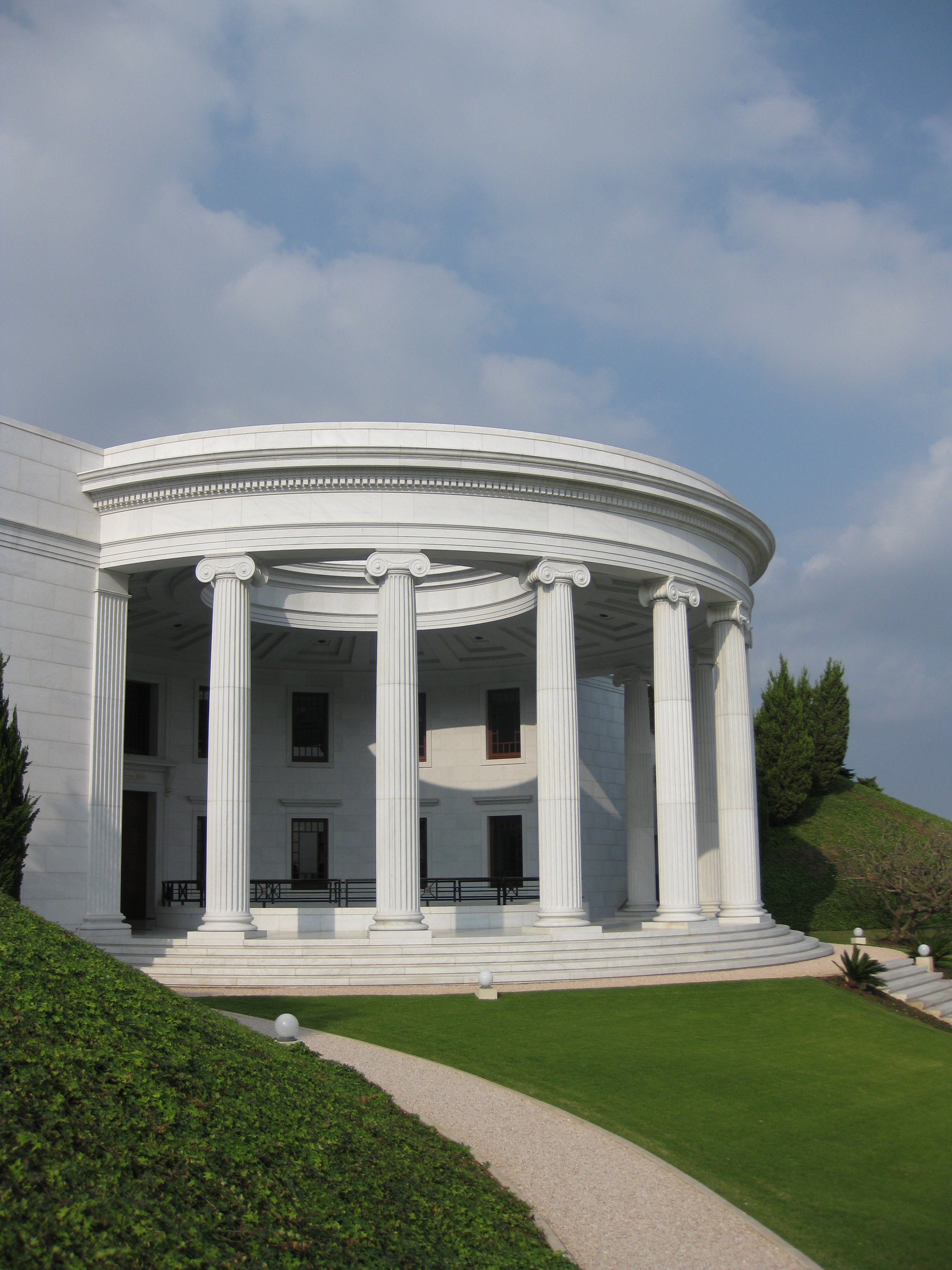
مرکز مطالعهٔ متن‌ها

مرکز جهانی بهائی (انگلیسی: Bahá'í World Centre) نام مرکز معنوی و اداری آیین بهائیت در اسرائیل است. مرکز جهانی متشکل از ساختمان‌های مرکز جهانی بهایی یعنی آرامگاه بهاءالله در شهر عکا، آرامگاه باب در کوه کرمل در شهر حیفا و نیز ساختمان‌های گوناگون دیگری از جمله بیت‌العدل اعظم است. مرکز جهانی بهائیت محل زیارت بهائیان محسوب می‌شود
هماهنگی و نظارت بین‌المللی بسیاری از دین بهائیت در بیت‌العدل اعظم که ساختمان مدیریتی عالی دین بهائیت است، انجام می‌شود. این شامل احکامی می‌شود که بر این مذهب در سطح جهانی و بر مطالعه و ترجمهٔ متون مقدس بهائی تأثیر می‌گذارند.
مرکز جهانی بهائی از زمان سوریهٔ عثمانی ریشه‌های تاریخی در منطقه دارد. قدمت آن به دههٔ ۱۸۵۰ و ۱۸۶۰ بر می‌گردد، زمانی که ناصرالدین‌شاه ایران و سلطان امپراتوری عثمانی، عبدالعزیز یکم یکی پس از دیگری بهاءالله را برای حبس ابد از ایران به قلعهٔ عکا تبعید کردند.
بسیاری از مکان‌های مرکز جهانی بهائیت، شامل باغ‌های بهائی حیفا و آرامگاه باب که شیب شمالی کوه کرمل را تشکیل می‌دهند در سال ۲۰۰۸ در فهرست میراث جهانی یونسکو ثبت شدند.